# Aphanistes bellicosus
Aphanistes bellicosus är en stekelart som först beskrevs av Wesmael 1849.  Aphanistes bellicosus ingår i släktet Aphanistes och familjen brokparasitsteklar. Arten är reproducerande i Sverige. Inga underarter finns listade i Catalogue of Life.